# 짐 와이즈
짐 와이즈(Jim Wise, 1964년 7월 30일 ~ )는 미국의 작곡가, 배우, 텔레비전 배우, 성우, 각본가이다.
샌타모니카에서 태어났다.

## 영화
- 그린 랜턴: 퍼스트 플라이트 (2009년) - 류테넌트 역
- 대니 로앤: 퍼스트 타임 디렉터 (2006년)
- 텔라데가 나이트 : 리키 바비의 발라드 (2006년)
- 미키의 크리스마스 선물 (2004년)
- 이븐 스티븐슨 무비 (2003년)
- 러브 리자 (2002년)
- 섹스 아카데미 (2001년)
- 록스베리 나이트 (1998년)
- 클럭워처스 (1997년)
- 더 드류 캐리 쇼 (1995년)
- 공포 비행 (1994년)
- 프렌즈 (1994년)
- 바디 라인 (1992년)